# 6-та загальновійськова армія (РФ)
6-та загальновійськова армія (6 ЗА, в/ч 31807) — військове об'єднання Сухопутних військ Збройних сил Росії чисельністю в армію. Штаб армії — сел. Агалатово, Ленінградська область.

## Історія
Після розпаду СРСР у 1992 році 6-та загальновійськова армія Ленінградського військового округу увійшла до складу Збройних сил Російської Федерації.
1 травня 1998 року армія була розформована.
9 серпня 2010 року 6-ту армію було відновлено у СВ ЗС Росії.
Армія бере участь у російському вторгненні в Україну у 2022 р. в районі Харкова

## Склад
На 2016 рік до 6-ї загальновійськової Червонопрапорної армії, в/ч 31807 (селище Агалатово):
- 68-ма гвардійська мотострілецька Севастопольська Червонопрапорна дивізія імені Латиських стрільців, в/ч 29760 (Луга),
- 69-та окрема гвардійська мотострілецька Красносільська ордена Леніна, Червонопрапорна дивізія, в/ч 02511 (Кам'янка),
- 9-та гвардійська артилерійська Келецько-Берлінська орденів Кутузова, Богдана Хмельницького, Олександра Невського і Червоної Зірки бригада, в/ч 02561 (Луга),
- 26-та ракетна Німанська Червонопрапорна, орденів Суворова, Кутузова і Олександра Невського бригада, в/ч 54006 (Луга),
- 5-та зенітна ракетна бригада, в/ч 74429 (Горєлово і Ломоносов),
- 95-та окрема Ленінградська Червонопрапорна бригада управління імені 50-річчя утворення СРСР, в/ч 13821 (Горєлово),
- 132-га Констанцька бригада зв'язку, в/ч 28916 (сельце Агалатово),
- 51-ша окрема бригада МТЗ, в/ч 72152 (м. Санкт-Петербург),
- 30-й інженерно-саперний полк, в/ч 31810 (Керро),
- 6-й окремий полк РХБ захисту, в/ч 12086 (Саперне),
- 132-й командний розвідувальний центр, в/ч 23305 (Чорна Річка).

## Командування
- Якубов Юрій Миколайович генерал-лейтенант (жовтень 1991 — червень 1994);
- Болдирєв Володимир Анатолійович (червень 1994 — вересень 1996);
- Сухарєв В'ячеслав Іванович (вересень 1996 — серпень 1998), тво;
- Устинов Євген Олексійович, генерал-лейтенант (січень 2011 — квітень 2013);
- Кураленко Сергій Васильович, генерал-лейтенант (травень 2013 — грудень 2015);
- Кузьменко Андрій Володимирович, генерал-лейтенант (лютий 2016 — лютий 2019);
- Єршов Владислав Миколайович, генерал-лейтенант (лютий 2019 — березень 2022)